# Cá giọt nước
Cá giọt nước (danh pháp hai phần: Psychrolutes marcidus, trong đó từ "psychroloutes" trong tiếng Hy Lạp có nghĩa là "tắm lạnh") là loài cá biển sâu vùng ôn đới thuộc họ Psychrolutidae. Môi trường sống của nó là nơi biển sâu ngoài bờ biển lục địa Úc (vịnh Broken), New South Wales và Tasmania cũng như một số vùng nước sâu ở New Zealand (Norfolk Ridge).

## Đặc điểm

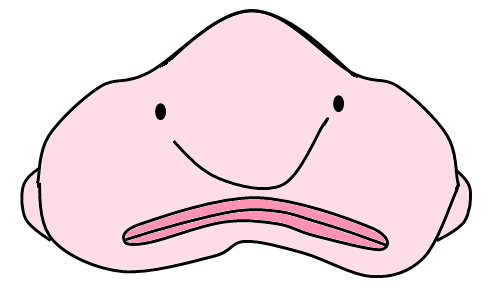
Mô phỏng khuôn mặt cá Blobfish nhìn theo phương ngang từ đằng trước

Cá có vẻ ngoài được so sánh với nhân vật Jabba the Hut trong phim Star Wars, màu da thường là màu trắng sữa  hay hồng . Khuôn mặt của cá nhìn theo phương ngang từ đằng trước giống một người đàn ông béo phì có vẻ cáu gắt với cái mũi hình củ hành. Chiều dài tối đa của cá trưởng thành là 30 cm. Thịt cá chủ yếu là khối gelatin nhão nhẹ hơn nước; điều này cho phép cá nổi trên nền đáy biển mà không cần năng lượng để bơi và hơn nữa, chịu được áp suất lớn do độ sâu mà không bị nghiền nát. Cơ thể cá không thể thích ứng tốt với môi trường thiếu nước. Do cấu tạo cơ thể, cá có thể lười trong việc di chuyển.

## Môi trường sống và thức ăn
Loài cá này sống ở độ sâu giữa 600 và 1.200 m (2.000 và 3.900 ft) với độ mặn của nước biển là 33°S, nơi có áp suất cao hơn mặt nước biển hàng chục lần, có khả năng làm cho bong bóng cá không hiệu quả để duy trì sức nổi. Việc thiếu cơ bắp của cá không phải là một bất lợi khi nó chủ yếu hấp thụ các loài sinh vật ăn được nổi trên nó, ví dụ là các loài giáp xác biển sâu như cua và tôm.

## Đánh bắt
Loài cá vô hại với con người này thường được ngư dân đánh bắt bằng cách lướt vét dưới đáy khi họ đánh bắt tôm, cua. Điều này làm chúng rất dễ bị tổn thương. Các nhà khoa học lo ngại loài này có thể trở thành loài nguy cấp vì phương pháp đánh bắt. Tuy nhiên, tình trạng bảo tồn của loài này được các nhà khoa học đánh giá.

## Bình chọn
Vào ngày 12 tháng 09 năm 2013 , loài cá này được bình chọn không chính thức là "Loài động vật xấu nhất thế giới" và được thông qua là linh vật của Hiệp hội bảo tồn động vật xấu xí (UAPS), trong sáng kiến "để nâng cao hình ảnh những đứa con thiếu thẩm mỹ của Mẹ Thiên Nhiên". Theo bà Coralie Young, loài này đạt giải "Loài động vật xấu nhất thế giới" với 795 phiếu bình chọn trong tổng số hơn 3000 phiếu bình chọn trực tuyến; tuy nhiên theo nguồn từ BBC thì loài này có trên 10000 phiếu bình chọn. Các đối thủ cạnh tranh của loài cá này trong cuộc bình chọn là vẹt Kakapo, giông Axolotl, cóc Titicaca và khỉ vòi.